# Trần Văn Khá
Trần Văn Khá (1894 – ?) là nhà giáo dục và nhà ngoại giao người Việt Nam, từng là Đại sứ đặc mệnh toàn quyền đầu tiên của Quốc gia Việt Nam tại Hoa Kỳ.

## Tiểu sử

### Thời Pháp thuộc
Trần Văn Khá sinh năm 1894 tại Sài Gòn, Nam Kỳ, Liên bang Đông Dương.
Từ năm 1911 đến năm 1925, ông sinh sống tại Paris, Pháp, làm nhân viên Tổng cục Lao động Thuộc địa của Bộ Chiến tranh Pháp (Direction des travailleurs coloniaux). Sau khi trở về Sài Gòn năm 1925, ông chủ yếu tham gia giảng dạy và giáo dục thanh thiếu niên, đặc biệt là các hoạt động thể thao và hướng đạo.
Năm 1926, ông được bầu làm Ủy viên Hội đồng Thuộc địa Nam Kỳ, rồi tới năm 1939 được bầu làm Phó Chủ tịch Hội đồng và Chủ tịch Ủy ban Ngân sách. Sau hiệp ước đình chiến giữa Pháp và Đức, ông trúng cử chức nghị viên Hội đồng Thành phố Sài Gòn và Ủy ban Thường vụ Hội đồng Thuộc địa Tối cao Liên bang Đông Dương.

### Thời Quốc gia Việt Nam
Kể từ khi Quốc gia Việt Nam thành lập vào năm 1949, ông giữ chức Tổng trưởng Bộ Quốc gia Kinh tế trong nội các Trần Văn Hữu được cải tổ vào ngày 21 tháng 2 năm 1951.
Ông từng tham gia cuộc họp của Kế hoạch Colombo do các nước thuộc Khối Thịnh vượng chung khởi xướng.
Ngày 2 tháng 3 năm 1952, ông được bổ nhiệm làm Đại sứ Quốc gia Việt Nam đầu tiên tại Hoa Kỳ. Trước khi lên đường sang Mỹ, ông đã đến Hồng Kông vào ngày 29 tháng 4 để thăm bạn bè tại nơi đây và chào tạm biệt họ. Ông bay ra khỏi Hồng Kông và trở về Sài Gòn vào ngày 4 tháng 5.
Ngày 15 tháng 6, ông đặt chân đến Thành phố New York. Ngày 19 tháng 6, Đại sứ quán Quốc gia Việt Nam tại Hoa Kỳ chính thức khai trương và ông tuyên thệ nhậm chức. Ngày 1 tháng 7, ông trình quốc thư lên Tổng thống Mỹ Harry S. Truman.
Năm 1954, ông từ chức và trở về nước đảm nhận chức vụ mới.
Không rõ cuối đời ông ra sao và mất vào lúc nào.

## Gia đình
Cha vợ của ông là Đốc phủ sứ Nguyễn Văn Vịnh.